# Frędzlikowce
Frędzlikowce (Cirrina) – podrząd ośmiornic (Octopoda) obejmujący gatunki charakteryzujące się ramionami uzbrojonymi w przyssawki i wyrostki (cirri) zwane frędzlikami, oraz obecnością 2 płetw na worku trzewiowym. Nie występuje u nich woreczek czernidłowy. Sklasyfikowano je w rodzinach:
- Cirroteuthidae
- Opisthoteuthidae
- Stauroteuthidae

Średnie i duże ośmiornice osiągające do 1,5 m długości. Ciało galaretowate. Płetwy stanowią główny narząd ruchu.